# Oddział pułkownika Zajcewa
Oddział pułkownika Zajcewa (ros. Отряд полковника Зайцева) – oddział partyzancki Białych podczas wojny domowej w Rosji
W październiku 1917 r. b. dowódca 4 Isetsko-Stawropolskiego Pułku Kozaków orenburskich i jednocześnie głównodowodzący carskich wojsk w Chanacie Chiwy płk Iwan Zajcew sformował antybolszewicki oddział partyzancki. W styczniu 1918 r. składał się on z sześciu sotni 4 Isetsko-Stawropolskiego Pułku Kozaków orenburskich i sotni Kozaków uralskich. 10 stycznia oddział skierował się na Czardżuj, zajmując miasto. Kozacy aresztowali miejscowych przywódców bolszewików i przekazali władzę Rządowi Tymczasowemu Autonomii Turkiestańskiej. Pułkownik I. M. Zajcew spotkał się z ministrami Mustafą Czokajem i Usmanem Chodżajewem w celu zawarcia umowy o wspólnej walce z wojskami bolszewickimi. Do Czardżuju przybyło dodatkowo osiem sotni Kozaków orenburskich, siemireczeńskich i syberyjskich. Pozostawiwszy w mieście garnizon, oddział płk. I. M. Zajcewa ruszył na Samarkandę, aby dalej kierować się w kierunku Taszkentu. Oddzielnie maszerował drugi oddział kozacki. Przeciwko tym siłom Białych bolszewicy skierowali ok. 3 tys. słabo wyszkolonych i niezdyscyplinowanych żołnierzy. W rezultacie Kozacy rozbili część sił nieprzyjaciela, zajmując Samarkandę. Nie mogąc samodzielnie ich pobić, bolszewicy przekupili sumą 2 mln rubli stacjonujących w Taszkencie żołnierzy 17 Pułku Kawalerii Kozaków orenburskich, aby wystąpili zbrojnie przeciwko oddziałom Białych. Kozacy płk I. M. Zajcewa odmówili walki przeciwko swoim ziomkom i zgodzili się wydać go bolszewikom w Taszkencie. Pułkownik I. M. Zajcew zbiegł do Aszchabadu, ale po kilku dniach został tam schwytany i aresztowany. 21 lutego sąd rewolucyjny skazał go na karę śmierci przez rozstrzelanie, ale została ona zmieniona na 10 lat więzienia w twierdzy taszkienckiej.